# Тиндуф (вилайет)
Тинду́ф (араб. ولاية تندوف‎) — вилайет в крайней западной части Алжира, одноимённый своему административному центру, городу Тиндуф.

## Географическое положение
Вилайет Тиндуф лежит в пустыне Сахара и на плато Драа.
Граничит с вилайетами Бешар и Адрар на востоке, Марокко на севере, Сахарской Арабской Демократической Республикой на западе, Мавританией на юге. Такое географическое положение делает регион стратегически важным. Это также единственный вилайет Алжира, граничащий с Сахарской Арабской Демократической Республикой. Поэтому на территории вилайета находятся военные базы алжирской армии и воздушных сил.
Территориальные притязания Алжира на вилайет Тиндуф, являвшийся до 1952 года частью Французского Марокко и его департамента Агадир, привели в октябре 1963 года к так называемой Песчаной войне между Марокко и Алжиром.

## Население
На территории провинции расположены лагеря Сахарских беженцев.

## Административное деление
Административно вилайет разделен на 1 округ Тиндуф и 2 коммуны: Тиндуф (№ 1 на карте) и Умм-эль-Асель.

## Экономика и промышленность
На территории вилайета имеются месторождения металлов и фосфатов.